# Internazionali d'Italia 1999 - Qualificazioni singolare femminile
Le qualificazioni del singolare femminile dell'Internazionali d'Italia 1999 sono state un torneo di tennis preliminare per accedere alla fase finale della manifestazione. I vincitori dell'ultimo turno sono entrati di diritto nel tabellone principale. In caso di ritiro di uno o più giocatori aventi diritto a questi sono subentrati i lucky loser, ossia i giocatori che hanno perso nell'ultimo turno ma che avevano una classifica più alta rispetto agli altri partecipanti che avevano comunque perso nel turno finale.

## Giocatrici

### Teste di serie
1. n.a.
2. Tat'jana Panova (ultimo turno, Lucky Loser)
3. n.a.
4. María Vento (qualificata)
5. Christína Papadáki (qualificata)

1. Seda Noorlander (ultimo turno, Lucky Loser)
2. Miho Saeki (primo turno)
3. Sabine Appelmans (qualificata)
4. Laura Golarsa (ultimo turno)
5. Sonya Jeyaseelan (primo turno)

### Qualificate
1. Germana Di Natale
2. Sabine Appelmans
3. María Vento
4. Francesca Schiavone

1. Sandra Cacic
2. Elena Dement'eva
3. Christína Papadáki
4. Antonella Serra Zanetti

#### Lucky Losers
1. Tat'jana Panova

## Tabellone qualificazioni

### Legenda
| - Q = Qualificato - WC = Wild card - LL = Lucky loser | - ALT = Alternate - SE = Special Exempt - PR = Protected Ranking | - w/o = Walkover - r = Ritirato - d = Squalificato |

### Sezione 1
|  | Primo turno       | Primo turno       | Primo turno       | Primo turno   | Primo turno   |  |  | Ultimo turno      | Ultimo turno      | Ultimo turno      | Ultimo turno | Ultimo turno |  |
|  |                   |                   |                   |               |               |  |  |                   |                   |                   |              |              |  |
|  | 9                 | Laura Golarsa     | Laura Golarsa     | Laura Golarsa | Laura Golarsa |  |  |                   |                   |                   |              |              |  |
|  |                   | Bye               | Bye               | Bye           | Bye           |  |  | Laura Golarsa     | Laura Golarsa     | Laura Golarsa     | 4            | 3            |  |
|  | Germana Di Natale | Germana Di Natale | Germana Di Natale | 6             | 7             |  |  | Germana Di Natale | Germana Di Natale | Germana Di Natale | 6            | 6            |  |
|  | Elena Makarova    | Elena Makarova    | Elena Makarova    | 2             | 5             |  |  |                   |                   |                   |              |              |  |

### Sezione 2
|  | Primo turno | Primo turno         | Primo turno      | Primo turno | Primo turno |  |  | Ultimo turno | Ultimo turno        | Ultimo turno        | Ultimo turno | Ultimo turno |  |
|  |             |                     |                  |             |             |  |  |              |                     |                     |              |              |  |
|  | WC          | Maria Elena Camerin | 78               | 3           | 6           |  |  |              |                     |                     |              |              |  |
|  |             | Larissa Schaerer    | 6                | 6           | 2           |  |  | WC           | Maria Elena Camerin | Maria Elena Camerin | 2            | 2            |  |
|  |             | Vanessa Menga       | Vanessa Menga    | 2           | 5           |  |  | 8            | Sabine Appelmans    | Sabine Appelmans    | 6            | 6            |  |
|  | 8           | Sabine Appelmans    | Sabine Appelmans | 6           | 7           |  |  |              |                     |                     |              |              |  |

### Sezione 3
|  | Primo turno   | Primo turno        | Primo turno        | Primo turno | Primo turno |  |  | Ultimo turno | Ultimo turno  | Ultimo turno  | Ultimo turno | Ultimo turno |  |
|  |               |                    |                    |             |             |  |  |              |               |               |              |              |  |
|  | 4             | María Vento        | María Vento        | 6           | 6           |  |  |              |               |               |              |              |  |
|  |               | Marijana Kovačević | Marijana Kovačević | 0           | 2           |  |  | 4            | María Vento   | María Vento   | 6            | 7            |  |
|  | Nadia Petrova | Nadia Petrova      | Nadia Petrova      | 6           | 6           |  |  |              | Nadia Petrova | Nadia Petrova | 2            | 5            |  |
|  | Lea Ghirardi  | Lea Ghirardi       | Lea Ghirardi       | 3           | 0           |  |  |              |               |               |              |              |  |

### Sezione 4
|  | Primo turno | Primo turno         | Primo turno         | Primo turno         | Primo turno         |  |  | Ultimo turno | Ultimo turno        | Ultimo turno        | Ultimo turno | Ultimo turno |  |
|  |             |                     |                     |                     |                     |  |  |              |                     |                     |              |              |  |
|  |             | Bye                 |                     |                     |                     |  |  |              |                     |                     |              |              |  |
|  | WC          | Francesca Schiavone | Francesca Schiavone | Francesca Schiavone | Francesca Schiavone |  |  | WC           | Francesca Schiavone | Francesca Schiavone | 6            | 7            |  |
|  |             | Barbara Mulej       | 0                   | 6                   | 1                   |  |  | 6            | Seda Noorlander     | Seda Noorlander     | 3            | 5            |  |
|  | 6           | Seda Noorlander     | 6                   | 4                   | 6                   |  |  |              |                     |                     |              |              |  |

### Sezione 5
|  | Primo turno    | Primo turno    | Primo turno    | Primo turno | Primo turno |  |  | Ultimo turno   | Ultimo turno   | Ultimo turno | Ultimo turno | Ultimo turno |  |
|  |                |                |                |             |             |  |  |                |                |              |              |              |  |
|  | 7              | Miho Saeki     | 6              | 5           | 64          |  |  |                |                |              |              |              |  |
|  |                | Sandra Cacic   | 2              | 7           | 7           |  |  | Sandra Cacic   | Sandra Cacic   | 2            | 6            | 6            |  |
|  | Flora Perfetti | Flora Perfetti | Flora Perfetti | 6           | 6           |  |  | Flora Perfetti | Flora Perfetti | 6            | 3            | 4            |  |
|  | Liezel Horn    | Liezel Horn    | Liezel Horn    | 2           | 1           |  |  |                |                |              |              |              |  |

### Sezione 6
|  | Primo turno | Primo turno      | Primo turno   | Primo turno   | Primo turno   |  |  | Ultimo turno | Ultimo turno     | Ultimo turno | Ultimo turno | Ultimo turno |  |
|  |             |                  |               |               |               |  |  |              |                  |              |              |              |  |
|  | WC          | Roberta Vinci    | Roberta Vinci | Roberta Vinci | Roberta Vinci |  |  |              |                  |              |              |              |  |
|  |             | Bye              | Bye           | Bye           | Bye           |  |  | WC           | Roberta Vinci    | 2            | 6            | 2            |  |
|  |             | Elena Dement'eva | 3             | 7             | 6             |  |  |              | Elena Dement'eva | 6            | 4            | 6            |  |
|  | 10          | Sonya Jeyaseelan | 6             | 63            | 2             |  |  |              |                  |              |              |              |  |

### Sezione 7
|  | Primo turno  | Primo turno        | Primo turno        | Primo turno | Primo turno |  |  | Ultimo turno | Ultimo turno       | Ultimo turno       | Ultimo turno | Ultimo turno |  |
|  |              |                    |                    |             |             |  |  |              |                    |                    |              |              |  |
|  | 5            | Christína Papadáki | Christína Papadáki | 7           | 6           |  |  |              |                    |                    |              |              |  |
|  |              | Florencia Labat    | Florencia Labat    | 5           | 1           |  |  | 5            | Christína Papadáki | Christína Papadáki | 6            | 7            |  |
|  | Jana Kandarr | Jana Kandarr       | 6                  | 4           | 3           |  |  |              | Jill Craybas       | Jill Craybas       | 4            | 64           |  |
|  | Jill Craybas | Jill Craybas       | 3                  | 6           | 6           |  |  |              |                    |                    |              |              |  |

### Sezione 8
|  | Primo turno | Primo turno             | Primo turno     | Primo turno | Primo turno |  |  | Ultimo turno | Ultimo turno            | Ultimo turno | Ultimo turno | Ultimo turno |  |
|  |             |                         |                 |             |             |  |  |              |                         |              |              |              |  |
|  |             | Antonella Serra Zanetti | 2               | 6           | 6           |  |  |              |                         |              |              |              |  |
|  | WC          | Flavia Pennetta         | 6               | 2           | 3           |  |  |              | Antonella Serra Zanetti | 6            | 3            | 7            |  |
|  |             | Samantha Reeves         | Samantha Reeves | 2           | 5           |  |  | 2            | Tat'jana Panova         | 2            | 6            | 65           |  |
|  | 2           | Tat'jana Panova         | Tat'jana Panova | 6           | 7           |  |  |              |                         |              |              |              |  |